# USA Sevens
Lo USA Sevens è un torneo annuale di rugby a 7 che si tiene negli USA come evento delle World Rugby Sevens Series. L'USA Sevens fu introdotto dal 2003 e la prima edizione si tenne nel 2004.
Il torneo inizialmente si svolgeva al The Home Depot Center di Carson, California. Il torneo 2007 si è tenuto al PETCO Park di San Diego, sede fino al torneo 2009. Dal 2010 al 2019 si è svolto al Sam Boyd Stadium di Las Vegas, nel Nevada. La sede attuale è il Dignity Health Sports Park di Los Angeles, in California.

## Storia
| Anno          | Luogo                   |               | Finale di Cup | Finale di Cup | Finale di Cup |               | Finale Plate | Finale Plate | Finale Plate |
| Anno          | Luogo                   | Vincitore     | Punteggio     | Finalista     | Vincitore     | Punteggio     | Finalista    |              |              |
| 2004 Dettagli | Carson, California      | Argentina     | 21 - 12       | Nuova Zelanda | Inghilterra   | 55 - 0        | Canada       |              |              |
| 2005 Dettagli | Carson, California      | Nuova Zelanda | 34 - 5        | Argentina     | Figi          | 24 - 21       | Samoa        |              |              |
| 2006 Dettagli | Carson, California      | Inghilterra   | 38 - 5        | Figi          | Argentina     | 21 - 5        | Francia      |              |              |
| 2007 Dettagli | San Diego (California)  | Figi          | 38 - 24       | Samoa         | Sudafrica     | 28 - 19       | Scozia       |              |              |
| 2008 Dettagli | San Diego (California)  | Nuova Zelanda | 27 - 12       | Sudafrica     | Figi          | 26 - 21 (dts) | Argentina    |              |              |
| 2009 Dettagli | San Diego (California)  | Argentina     | 19 - 14       | Inghilterra   | Nuova Zelanda | 22 - 7        | Kenya        |              |              |
| 2010 Dettagli | Las Vegas, Nevada       | Samoa         | 33 - 12       | Nuova Zelanda | Sudafrica     | 12 - 7        | Figi         |              |              |
| 2011 Dettagli | Las Vegas, Nevada       | Sudafrica     | 24 - 14       | Figi          | Samoa         | 26 - 15       | Kenya        |              |              |
| 2012 Dettagli | Las Vegas, Nevada       | Samoa         | 26 - 19       | Nuova Zelanda | Kenya         | 21 - 7        | Argentina    |              |              |
| 2013 Dettagli | Las Vegas, Nevada       | Sudafrica     | 40 - 21       | Nuova Zelanda | Canada        | 22 - 5        | Scozia       |              |              |
| 2014 Dettagli | Las Vegas, Nevada       | Sudafrica     | 14 - 7        | Nuova Zelanda | Inghilterra   | 26 - 24       | Australia    |              |              |
| 2015 Dettagli | Las Vegas, Nevada       | Figi          | 35 - 19       | Nuova Zelanda | Australia     | 21 - 14       | Inghilterra  |              |              |
| 2016 Dettagli | Las Vegas, Nevada       | Figi          | 21 - 15       | Australia     | Nuova Zelanda | 27 - 7        | Giappone     |              |              |
| 2017 Dettagli | Las Vegas, Nevada       | Sudafrica     | 19 - 12       | Figi          |               |               |              |              |              |
| 2018 Dettagli | Las Vegas, Nevada       | Stati Uniti   | 28 - 0        | Argentina     |               |               |              |              |              |
| 2019 Dettagli | Las Vegas, Nevada       | Stati Uniti   | 27 - 0        | Samoa         |               |               |              |              |              |
| 2020 Dettagli | Los Angeles, California | Sudafrica     | 29 - 24 (dts) | Figi          |               |               |              |              |              |